# South African Open 1976
Il South African Open 1976 è stato un torneo di tennis giocato sul cemento. È stata la 1ª edizione del torneo che fa parte del Commercial Union Assurance Grand Prix 1976 e del WTA Tour 1976. Il torneo si è giocato a Johannesburg in Sudafrica dal 23 al 28 novembre 1976.

## Campioni

### Singolare maschile
Harold Solomon ha battuto in finale  Brian Gottfried con il punteggio di 6–2 6–7 6–3 6–4

### Doppio maschile
Brian Gottfried /  Sherwood Stewart hanno battuto in finale  Juan Gisbert /  Stan Smith con il punteggio di 1–6 6–1 6–2 7–6

### Singolare femminile
Brigitte Cuypers ha battuto in finale  Laura DuPont con il punteggio di 6–7, 6–4, 6–1

### Doppio femminile
Laura Dupont /  Val Ziegenfuss hanno battuto in finale  Yvonne Vermaak /  Liz Vlotman con il punteggio di 6–1 6–4